# The Union Underground
The Union Underground war eine US-amerikanische Nu-Metal-Band aus San Antonio.

## Geschichte
In den 1990er Jahren lernten sich die Gitarristen Bryan Scott und Patrick Kennison an einer High School in San Antonio kennen. Nachdem beide ihren Abschluss in der Tasche hatten gründeten sie das Tonstudio The Studio Underground und schrieben gemeinsam Lieder. Im Jahre 1997 veröffentlichte das Duo eine selbst betitelte EP, die mehr als 5.000 Mal verkauft wurde. Daraufhin wurde die Band von Columbia Records unter Vertrag genommen. Der Bassist John Moyer und der Schlagzeuger Josh Memolo komplettierten die Bandbesetzung.
Im Juni 2000 wurde das Album An Education in Rebellion veröffentlicht, welches sich vier Monate lang in den US-amerikanischen Albumcharts hielt und innerhalb von zwei Jahren über 350.000 Mal verkauft wurde. Die Band tourte im Herbst 2000 im Vorprogramm von Marilyn Manson und nahm ein Jahr später an der Ozzfest-Tournee teil. Im März 2002 nahm The Union Underground das Lied „Across the Nation“ für einen Sampler der World Wrestling Federation auf.
Über Portrait Records wurde im Jahre 2002 das Livealbum Live… One Nation Underground veröffentlicht. Ein Jahr später löste sich The Union Underground auf. John Moyer schloss sich im Jahre 2004 der Band Disturbed an.

## Diskografie
- 1997: The Union Underground (EP)
- 2000: An Education in Rebellion
- 2002: Live… One Nation Underground (Livealbum)